# Deming (Nuevo México)
Deming es una ciudad ubicada en el condado de Luna en el estado estadounidense de Nuevo México. En el Censo de 2010 tenía una población de 14.855 habitantes y una densidad poblacional de 353,22 personas por km².
Las Escuelas Públicas de Deming gestiona escuelas públicas.

## Geografía
Deming se encuentra ubicada en las coordenadas 32°15′48″N 107°45′5″O / 32.26333, -107.75139. Según la Oficina del Censo de los Estados Unidos, Deming tiene una superficie total de 42.06 km², de la cual 42.06 km² corresponden a tierra firme y (0%) 0 km² es agua.

## Demografía
Según el censo de 2010, había 14855 personas residiendo en Deming. La densidad de población era de 353,22 hab./km². De los 14855 habitantes, Deming estaba compuesto por el 76.63% blancos, el 1.55% eran afroamericanos, el 1.33% eran amerindios, el 0.57% eran asiáticos, el 0.11% eran isleños del Pacífico, el 17.17% eran de otras razas y el 2.65% pertenecían a dos o más razas. Del total de la población el 68.6% eran hispanos o latinos de cualquier raza.